# Muhammed Badamosi
Muhammed Badamosi, né le 27 décembre 1998 à Bundung, quartier de Serrekunda, en Gambie, est un footballeur international gambien qui joue au poste d'attaquant au CFR Cluj.